# Der Adler lehrt den Fuchs fliegen
Der Adler lehrt den Fuchs fliegen ist ein Tiermärchen (AT 225), das im estnischen, lettischen, finnischen, polnischen und ukrainischen Sprachraum bekannt ist.

## Handlung
Estnische Version
Der Fuchs beneidet den Adler, da dieser so hoch fliegen kann, also bietet der Adler ihm an, auf seinen Rücken zu springen, um mit ihm emporzusteigen. In den Wolken angekommen dreht sich der Adler aber um, sodass der Fuchs sich nicht mehr festhalten kann, und so fällt er nach unten auf einen Lattenzaun.

## Hintergrund
Die estnische Version stammt von Jakob Hurt und wurde 1888 von G. Tikerpuu und Johann Kõrvne in Ridala aufgezeichnet. Im Deutschen bekam sie den Titel Der Adler lehrt den Fuchs fliegen. Es sind drei Varianten im westlichen Estland bekannt. Eine lettische Version mit einem Storch und einem Baumstumpf aus Ojārs Ambainis Werk Lettische Volksmärchen entstammt dem unveröffentlichten Material aus dem Bestand der Sektion Folklore des A.-Upītis-Instituts für Sprache und Literatur bei der Akademie der Wissenschaften der Lettischen SSR. Sie wurde im Kreis Valka aufgezeichnet und erhielt im Deutschen den Titel Wie der Fuchs fliegen lernte. Sie endet mit einem ätiologischen Inhalt, laut dem der Fuchs nach dem Sturz auf den Baumstumpf mit einem abstehenden Schwanz liegengeblieben ist, weswegen heute alle Füchse abstehende Schwänze haben. In dem Werk Lettische Märchen und Sagen, Nach Ansis Lerhis-Puškaitis und anderen Quellen zusammengestellt und redigiert von Prof. P. Šmits (Riga 1925–1937, 15 Bände) sind drei Varianten des Märchens hinterlegt, bei Alma Mednes Lettische Tiermärchen (Riga 1940) derer sogar 40.
Eine finnische Version, die im Deutschen die Titel Vom Kranich, der dem Fuchs das Fliegen lehrte und Vom Kranich, der den Fuchs das Fliegen lehrte erhielt, wurde 1887 in Weimar in dem Werk Finnische Märchen von E. Schreck veröffentlicht. Von Oskar Kolberg erschien eine polnische Version des Märchens, die mit Der Fuchs und der Adler übersetzt wurde. Eine ukrainische Version von P. E. Rudčenko (Nr. 17) wurde zwischen 1860 und 1870 aufgezeichnet und bekam im Deutschen den Titel Die Füchsin und der Kranich. Eine rumäniendeutsche Version von Claus Stephani trägt den Titel Der Auerhahn und die Füchsin.